# San Fior
San Fior är en ort och kommun i provinsen Treviso i regionen Veneto i Italien. Kommunen hade 6 975 invånare (2018).